# Neferneferuaten
Neferneferuaten var titeln för en oidentifierad kvinnlig farao som regerade under Egyptens artonde dynasti i slutet av Amarnas epok.  Hennes identitet är okänd. Det finns flera teorier om hennes identitet och flera personer har föreslagits som personen bakom denna regent, bland dem drottning Nefertiti och hennes äldsta dotter Meritaton. 